# Las Regueras
Las Regueras (asztúriai nyelven Les Regueres) település Spanyolországban, Asztúria autonóm közösségben. Las Regueras Grado, Candamu, Llanera, Illas és Oviedo községekkel határos. Lakosainak száma 1875 fő (2024).

## Népesség
A település népessége az utóbbi években az alábbiak szerint változott:
| Lakosok száma | 2155 | 2091 | 2026 | 2025 | 1952 | 1916 | 1874 | 1826 | 1888 | 1875 |
|               | 2001 | 2004 | 2007 | 2009 | 2012 | 2014 | 2017 | 2019 | 2022 | 2024 |